# ماغنوس
ماغنوس (بالإسبانية: Magnus)‏ هو مصارع رياضي مكسيكي، ولد في 17 فبراير 1993 في مدينة مكسيكو في المكسيك.